# بيدرو لوبيز (قاتل متسلسل)
بيدرو لوبيز (بالإسبانية: Pedro Alonso López) هو قاتل متسلسل كولومبي، ولد في 8 أكتوبر 1948 في Santa Isabel, Tolima ‏ في كولومبيا.

## وصلات خارجية
- بيدرو لوبيز على موقع IMDb (الإنجليزية)
- بيدرو لوبيز على موقع إن إن دي بي (الإنجليزية)